# Добрава (Радече)
Добрава (словен. Dobrava, је насељено место у словеначкој општини Радече у покрајини Долењска која припада Посавској регији. До јануара 2014. припадало је Савињској регији.
Налази се на надморској висини 375,4 м, површине 2,13 км². Приликом пописа становништва 2002. године насеље је имало 58 становника. 
У овом месту је 1988. године из плућа жутогрлог миша изолован Добрава-Београд вирус, изазивач мишје грознице.